# Аксёново (Рыбинский район)
В Ярославской области есть деревня с таким названием, в Некрасовском районе.
Аксёново (возможно Аксеново) — село в Волжском сельском округе Волжского сельского поселения Рыбинского района Ярославской области .
Село расположено на юго-восток от города Рыбинск, между железной дорогой Рыбинск—Ярославль и левым берегом небольшого ручья, безымянного левого притока реки Уткашь. Этот ручей течёт в северо-западном направлении. Примерно в 1 км выше по течению на том же берегу ручья стоит деревня Малое Давыдовское. Ручей впадает в Уткашь ниже Аксёнова, между деревнями Никольское и Зиновьево, стоящими к северо-западу от Аксёново.  К Аксёново от Рыбинска ведёт автомобильная дорога, пересекающая Уткашь по мосту между деревнями Фоминское и Красный Пахарь на правом северном берегу и Никольское, на левом, южном .
На 1 января 2007 года в селе числилось 17 постоянных жителей . Почтовое отделение Ермаково-Первое обслуживает в селе Аксёново 49 домов.